# バハル・エル＝ガザル川
バハル・エル＝ガザル川（バハル・エル＝ガザルがわ、英語: Bahr el Ghazal River、アラビア語: بحر الغزال、ガゼル川）は、南スーダンを流れる川で、ナイル川の支流である。世界最大の湿地帯であるスッド湿地を通りノ湖で白ナイル川と合流している。

## 概要

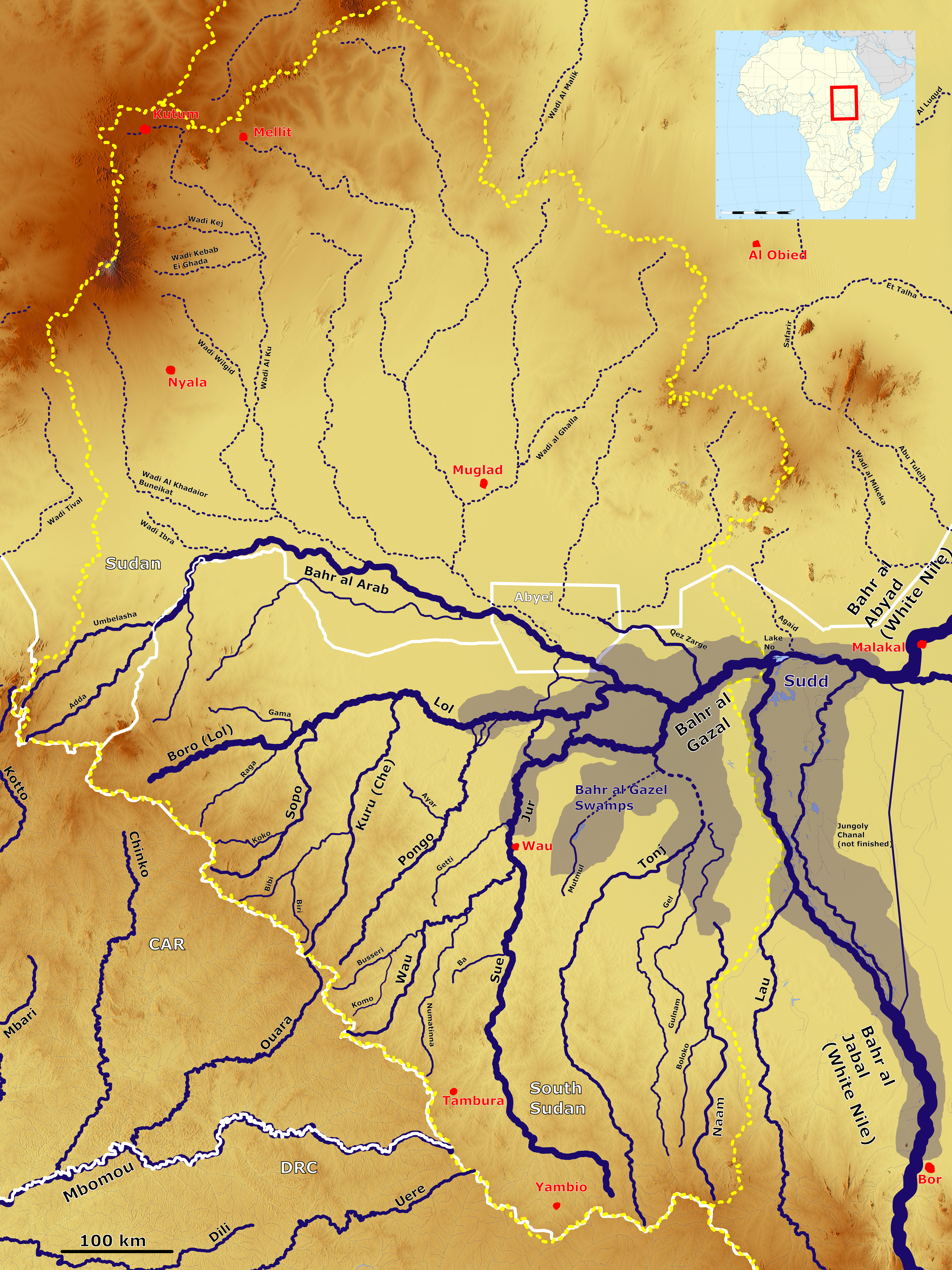
バハル・エル＝ガザル川流域の地図

長さは716kmを誇る。川の流域はナイル川の支流の流域の中で最大であり、その大きさは約520,000 km2であるが、膨大な量の水はスッド湿地で失われるため、年間約2 m³/sという比較的少量の水を供給している。 季節的に、川の流出はゼロから48 m³/sまで及ぶ。
この川は1772年にフランスの地理学者ジャン=バティスト・ブルギニョン・ダンヴィルによって初めて地図化された。